# Верцино
Верцѝно (на италиански: Verzino, на местен диалект Virzìnu, Вирцину) е село и община в Южна Италия, провинция Кротоне, регион Калабрия. Разположено е на 550 m надморска височина. Населението на общината е 1949 души (към 2012 г.).